# Cyclophora alogaria
Cyclophora alogaria là một loài bướm đêm trong họ Geometridae.